# Hendrick Dubbels

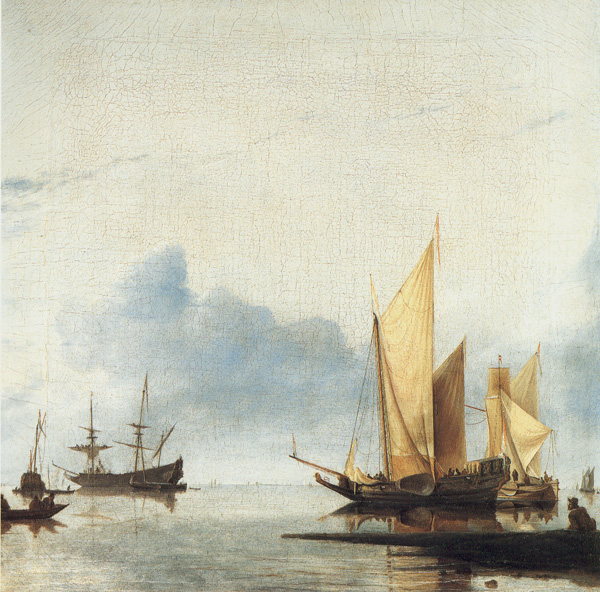
Een zeestuk; een rustige scène met invloeden van Jan van de Cappelle en de Van de Veldes

Hendrick Dubbels (Amsterdam, 1621 - aldaar, 1707) was een Nederlands kunstschilder uit de Gouden Eeuw, gespecialiseerd in marines en winter- en maanlandschappen. Dubbels werkte een groot deel van zijn leven in ateliers van andere schilders.

## Biografie
Hendrick Jacobsz. Dubbels was de zoon van een diamantsnijder. Hij werd gedoopt in de Oude Kerk op 2 mei 1621. Over de rest van zijn jeugd is niet veel bekend; hij had twee zusters Rebecca en Susanna, en een broer David; zijn oom was een juwelier in de Sint Antoniesbreestraat. In 1649 kocht zijn vader een huis op de Haarlemmerstraat, tegenover het Nieuwe Herenlogement. Hij trouwde in augustus 1651 met Jannetje Kluff in Bodegraven; in december werd hun dochter Marieke gedoopt in de Zuiderkerk. In deze tijd omschreef hij zichzelf als schilder, woonachtig bij de Regulierspoort. In december 1652 stierf zijn vrouw. Hij hertrouwde in 1656 met Anna de Haes. Zij kreeg vijf kinderen. Dubbels beschikte, samen met zijn broer en zwager, over een jacht op de Amstel. Bij de doop van zijn zoon in 1663 was een zekere François de Haes getuige.
Inmiddels omschreef Dubbels zichzelf als winkelier. Zijn broers David en Jacob, suikerhandelaars op de Prinsengracht(?), werden vlak voor de Tweede Engelse Oorlog bankroet verklaard; de schilder in 1665, waarbij een inventaris werd opgemaakt van de huisraad: slechts drie bedden, drie tafels en enkele stoelen. Evenals in 1656 er was geen schildersgerei. Het gezamenlijk bezit van de broers aan onroerend goed is bij executie verkocht.  Dubbels verkocht in zijn winkel mutsen, doeken, kousen en rijglijfjes. Bij de ondertrouw van zijn dochter Anna met een spiegelmaker in 1691 woonde hij in de Wijde Kapelsteeg, tussen de Kalverstraat en het Rokin, maar was niet in staat om haar te begeleiden naar het stadhuis op de Dam.

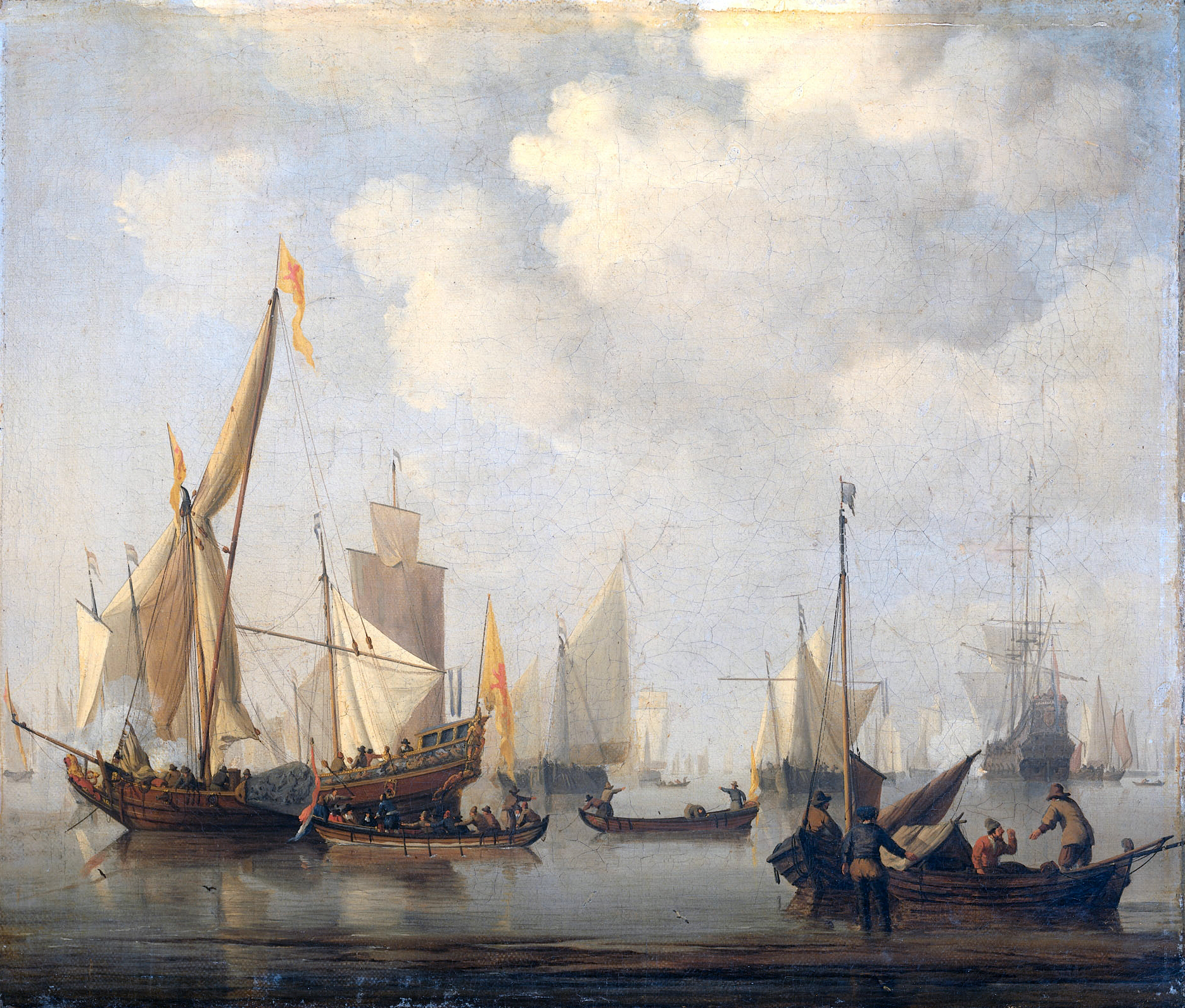
Windstilte, toegeschreven aan Dubbels

## Werk
Het vroegst bekende werk van Dubbels is een tekening uit 1641. Zijn marines of zeestukken waren oorspronkelijk sterk beïnvloed door de werken van Jan Porcellis, later door die van Simon de Vlieger, die hem in zijn werkplaats aanstelde, waar geroutineerd en snel in serie werd geproduceerd. Via Vlieger, die hij in kleurgebruik overtrof, kwam hij contact met Jan van de Cappelle en Willem van de Velde de Jonge. Al gauw schilderde hij zijn beste werken: schepen met halfhoog gehesen zeil en winterlandschappen met donkere silhouetten. Het atelier van De Vlieger fungeerde als kweekbed en hun werk is moeilijk uit elkaar te houden, ook al omdat het soms opnieuw werd gesigneerd. Dubbels trok met zijn collega's naar Weesp, waar De Vlieger woonde, en naar Spaarnwoude, om de kerk in het landschap te schilderen. Met Johannes Lingelbach schilderde hij in Egmond aan Zee. Sommige schilderijen zijn bij Den Helder gesitueerd.

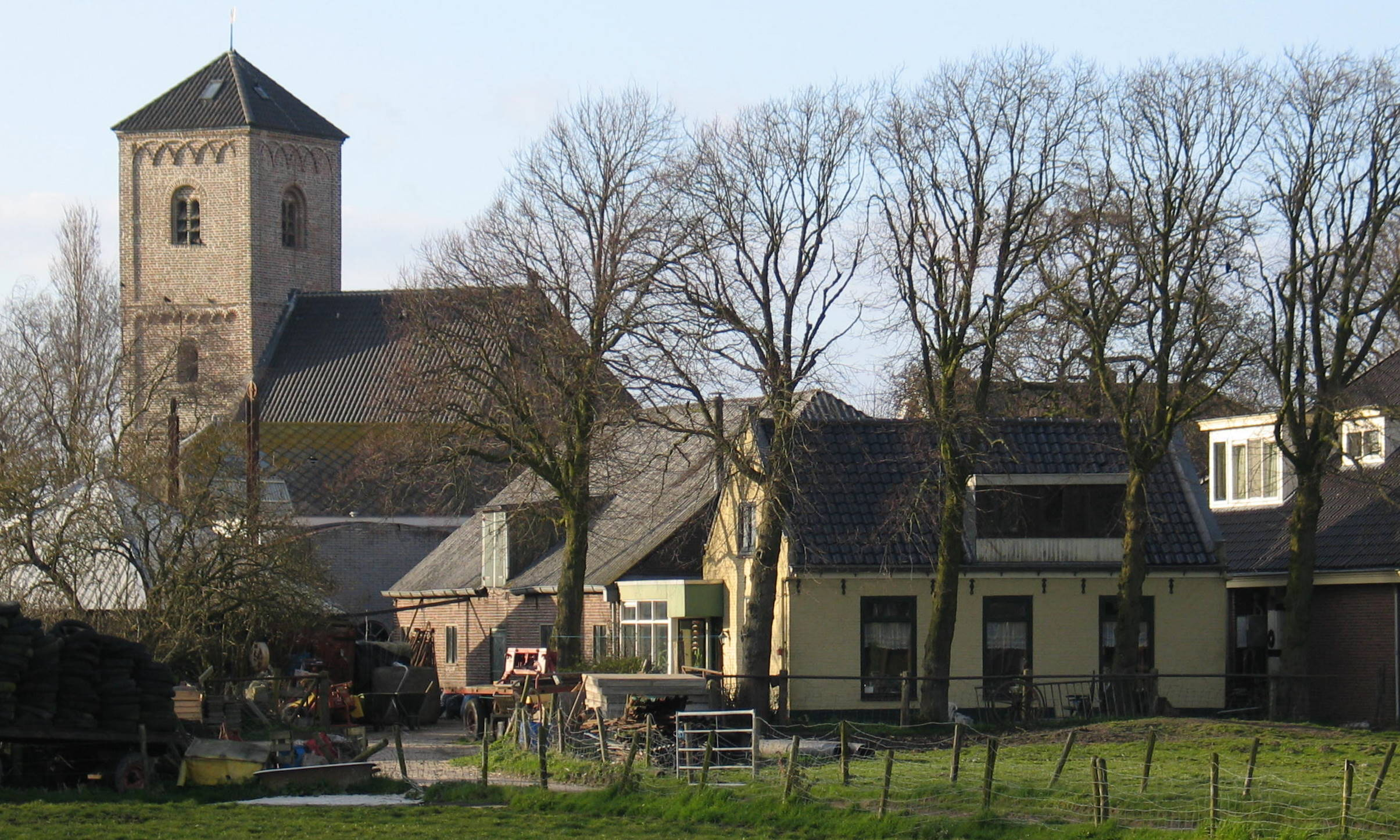
Het dorp Spaarnwoude vanuit het oosten

Volgens Cornelis Hofstede de Groot was Dubbels de leermeester van Jan Theunisz. Blanckerhoff. Een andere leerling, Ludolf Bakhuizen, de belangrijkste marineschilder van de laatste decennia van de 17e eeuw, overtrof hem door zijn ongedwongen, natuurlijker stijl. Misschien werkte hij nog samen met Willem van de Velde de Oude en zijn zoon, werkzaam rond de Nieuwmarkt tot zij in het rampjaar 1672 naar Londen vertrokken. Dubbels werkte met Abraham Storck, maar ook voor Bakhuizen, tot het einde van de eeuw.
Bij het schilderen van de rede in Batavia maakte hij gebruik van twee voorbeelden uit verschillende standpunten.
Dubbels zou tijdelijk het schilderen hebben opgegeven toen hij in financiële moeilijkheden verkeerde.  Hendrick Dubbels stierf in het huis van zijn schoonzoon aan het Singel, niet ver van de Latijnse school. Hij werd op 20 oktober 1707 in de Nieuwezijds Kapel begraven, slechts een paar stappen van zijn winkel of woonhuis. Dubbels is 86 jaar oud geworden.
In het Prado, het Louvre, de National Gallery (Londen) en het National Maritime Museum te Greenwich zijn werken van hem tentoongesteld. Jeronymus van Diest was een navolger van Hendrick Dubbels.

## Bron
- Middendorf, U.(1989) Hendrik Jacobsz. Dubbels. (1621-1707). Gemälde und Zeichnungen mit kritischem Oeuvrekatalog. Freren, Luca Verlag.